# Brandon Simpson
Brandon Simpson, född 6 september 1981 i Florida, är en friidrottare som representerar Bahrain, tidigare Jamaica och som tävlar i kortdistanslöpning.
Simpson blev tvåa på 400 meter vid junior-VM 2000. Vid VM 2001 blev han bronsmedaljör i stafett 4 x 400 meter. Han deltog även vid VM 2003 där han blev utslagen i semifinalen på 400 meter. Vid samma mästerskap blev han silvermedaljör på 4 x 400 meter. 
Han deltog även vid Olympiska sommarspelen 2004 där han slutade på femte plats på tiden 44,76. Han var även i final vid VM i Helsingfors 2005 där slutade han sexa på tiden 45,01. Återigen blev medaljör i stafett vid samma mästerskap denna gången bronsmedaljör. 
2006 valde Simpson att byta medborgskap till Bahrain.

## Personliga rekord
- 400 meter - 44,64